# 宮平秀治

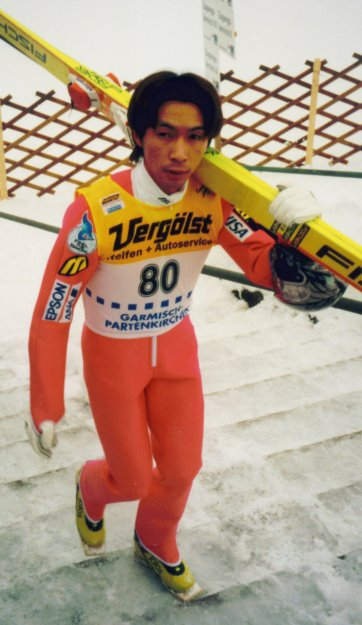
1999年ワールドカップ　ガルミッシュ・パルテンキルヘン大会

宮平 秀治（みやひら ひではる、1973年12月21日 - ）は、日本、北海道小樽市出身の元スキージャンプ選手。小樽向陽中学校、北海道小樽工業高等学校を経てミズノで活躍した。2002年ソルトレークシティオリンピック日本代表。ノルディックスキー世界選手権銀メダリスト。

## プロフィール
スキージャンプの盛んな小樽市で生まれる。
一学年上には葛西紀明や吹田幸隆、同学年に富井彦や上野真吾、笠間法考らがおり、若いころはあまり目立った成績は残せなかった。
社会人になってから実力を伸ばし、1998年長野オリンピック（出場はなし）、2002年ソルトレークシティオリンピック日本代表に選ばれる。
1998/99シーズンがベストシーズンでジャンプ週間総合3位、世界選手権では個人ノーマルヒル銀、個人ラージヒル銅、団体銀メダルと3個のメダルを獲得した。スキージャンプ・ワールドカップでは3月20日のフライングで初優勝、自己最高位の総合5位となった。
以後も日本チームの中心選手として活躍し、
2006年3月、現役引退を表明。同年から西森享平のパーソナルコーチを務めた。
2011/12シーズンより男子ナショナルチームのコーチに就任し、2018/2019シーズンからは男子ナショナルチームのヘッドコーチを務める。

## 主な競技成績

### 国際大会

#### 冬季オリンピック
- 2002年ソルトレークシティオリンピック（ アメリカ合衆国）
  - 個人ラージヒル 25位
  - 団体ラージヒル 5位（宮平秀治、山田大起、原田雅彦、船木和喜）

#### 世界選手権
- 1999年ラムサウ大会 ( オーストリア)
  - 個人ノーマルヒル 銀メダル
  - 個人ラージヒル 銅メダル
  - 団体ラージヒル 銀メダル(葛西紀明、宮平秀治、原田雅彦、船木和喜)
- 2001年ラハティ大会 ( フィンランド)
  - 個人ノーマルヒル 21位
  - 個人ラージヒル 14位
  - 団体ノーマルヒル 4位 (宮平秀治、岡部孝信、葛西紀明、原田雅彦)
  - 団体ラージヒル 4位 (宮平秀治、吉岡和也、原田雅彦、葛西紀明)
- 2003年ヴァル・ディ・フィエンメ大会 ( イタリア)
  - 個人ノーマルヒル 4位
  - 個人ラージヒル 5位
  - 団体ラージヒル 銀メダル (船木和喜、東輝、宮平秀治、葛西紀明)
- 2005年オーベルストドルフ大会 ( ドイツ)
  - 個人ラージヒル 25位
  - 団体ラージヒル 10位 (岡部孝信、宮平秀治、東輝、葛西紀明)

#### フライング世界選手権
- 1998年オーベルストドルフ大会( ドイツ)
  - 個人 20位
- 2000年ヴィケルスン大会( ノルウェー)
  - 個人 10位
- 2002年ハラホフ大会( チェコ)
  - 個人 45位
- 2004年プラニツァ大会( スロベニア)
  - 個人 26位
  - 団体 5位（東輝、伊東大貴、宮平秀治、葛西紀明）

#### ワールドカップ
- 優勝1回（2位4回3位5回）
- 1998/99シーズンスキージャンプ週間総合3位
- 1998/99シーズン個人総合5位

| ワールドカップ個人表彰台 | ワールドカップ個人表彰台 | ワールドカップ個人表彰台 | ワールドカップ個人表彰台 | ワールドカップ個人表彰台 | ワールドカップ個人表彰台 |
| シーズン                 | 開催日                   | 開催地                   | 種目                     | 成績                     | 備考                     |
| ------------------------ | ------------------------ | ------------------------ | ------------------------ | ------------------------ | ------------------------ |
| 1998/99                  | 1999年1月3日             | インスブルック           |                          | 3位                      | スキージャンプ週間       |
| 1998/99                  | 1999年1月6日             | ビショフスホーフェン     |                          | 3位                      | スキージャンプ週間       |
| 1998/99                  | 1999年1月23日            | 大倉山                   | ラージヒル               | 準優勝                   |                          |
| 1998/99                  | 1999年1月24日            | 大倉山                   | ラージヒル               | 3位                      |                          |
| 1998/99                  | 1999年3月11日            | ファルン                 |                          | 準優勝                   |                          |
| 1998/99                  | 1999年3月20日            | プラニツァ               | フライングヒル           | 優勝                     |                          |
| 1998/99                  | 1999年3月21日            | プラニツァ               | フライングヒル           | 準優勝                   |                          |
| 2002/03                  | 2003年1月23日            | 白馬                     |                          | 3位                      |                          |
| 2002/03                  | 2003年2月9日             | ウィリンゲン             |                          | 準優勝                   |                          |
| 2002/03                  | 2003年3月23日            | プラニツァ               | フライングヒル           | 3位                      |                          |

### 国内大会
- 1996.03.14(木) 	第8回国際蔵王ジャンプ大会NHK杯優勝
- 1997.03.09(日) 	第68回宮様スキー大会国際競技会(ラージヒル)優勝
- 1998.01.17(土)	第25回HTBカップ国際スキージャンプ競技大会兼1998FISコンチネンタルカップジャンプ大会
- 1999.02.11(木)	第77回全日本スキー選手権大会(ラージヒル)兼第5回SBC杯白馬ジャンプ大会優勝
- 2002.03.29(金)	第3回伊藤杯シーズンファイナル大倉山ナイタージャンプ大会優勝
- 2003.01.11(土) 	第30回HTBカップ国際スキージャンプ競技大会兼2003FISコンチネンタルカップジャンプ大会優勝
- 2003.01.12(日) 	第42回STVカップ国際スキージャンプ競技大会兼2003FISコンチネンタルカップジャンプ大会優勝
- 2003.01.13(月)	第45回HBCカップジャンプ競技会優勝
- 2005.02.13(日) 	第46回NHK杯ジャンプ大会優勝
- 2005.12.17(土)	第36回名寄ピヤシリジャンプ大会優勝
- 2005.12.18(日)	第21回吉田杯ジャンプ大会
- 2006.01.28(土)	第84回全日本スキー選手権大会(ラージヒル)優勝

## 受賞
- 1998年度JOCスポーツ賞最優秀賞